# Lago La Ronge

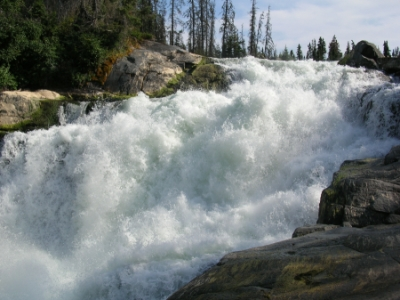
Las cascadas Nistowiak, en el río Rapid

El lago la Ronge en inglés: Lac la Ronge es un lago glacial de Canadá localizado en la provincia de Saskatchewan, con 1.413 km² el quinto más grande de la provincia. Está aproximadamente a 250 km al norte de la ciudad de Prince Albert, en el borde del escudo Canadiense. Las localidades de La Ronge (2.743 hab. en 2011), Air Ronge (2.043 hab.) y Lac La Ronge First Nation (8.954 hab.) se encuentran en la costa oeste. El lago es un lugar de vacaciones bastante popular, desarrolándose en la zona actividades recreativas como la pesca, paseos en barco, piragüismo, senderismo y acampada.
El parque provincial lago La Ronge se extiende alrededor de tres de los lados del lago, comenzando en La Ronge y terminando a lo largo de la costa este. El parque cuenta con 4 parques de caravanas, 2 de los cuales están en la orilla oeste y uno está en 2 calles de la ciudad de Missinipe, que está en la costa suroeste del lago Otter. Missinipe es el nombre Woodland Cree del río Churchill, que atraviesa la parte norte del parque. El cuarto está en la orilla este del lago Nemeiben. También hay un lodge de pesca y caza a unos 26 km al norte de La Ronge. Las cascadas Nistowiak, en el río Rapid , que es el emisario principal del lago en el río Churchill , son una de las más altas caídas en Saskatchewan y se pueden observar a través de senderos en canoa en el lado norte del parque.
La presa Lago La Ronge (una presa de materiales sueltos) se construyó sobre la fuente de Rapid River en 1966 para regular el nivel del agua del lago. La presa tiene 3,1 m de altura y tiene cuatro compuertas. La presa fue actualizada en 2007 y se instaló una escala de peces.
La Highway 2 pasa por el lago en el lado oeste, terminando en La Ronge, donde se convierte en la Highway 102. A Stanley Mission se puede acceder por la Highway 915 en el lado norte del parque. La comunidad se encuentra a orillas del río Churchill,  frente a la Iglesia Holy Trinity Anglican, el edificio más antiguo de Saskatchewan.  

## Especies de peces
Las especies de peces más frecuentes en el lago son: luciopercas, sauger, perca amarilla, lucio, trucha de lago, el corégono de lago, ciscos, Catostomus commersonii), Catostomus catostomus y lota blanca.